# 조지 로즈
조지 로즈(George Rose, 1861–1942)는 오스트레일리아 빅토리아주 클룬즈(Clunes) 출신의 사진가이다. 1904년 러일전쟁 당시 한국과 일본 등을 다니며 여러 흑백사진을 촬영했다. 두 개의 렌즈로 촬영하여 스테레오스코피 형태로 볼 수 있는 입체사진(stereograph)에 조예가 깊어 많은 사진을 그 형태로 남겼다.

## 같이 보기
- 러일전쟁